# Lázaro Cárdenas, Santa María Petapa
Lázaro Cárdenas är en ort i Mexiko.   Den ligger i kommunen Santa María Petapa och delstaten Oaxaca, i den sydöstra delen av landet, 500 km sydost om huvudstaden Mexico City. Lázaro Cárdenas ligger 199 meter över havet och antalet invånare är 268.
Terrängen runt Lázaro Cárdenas är kuperad åt nordväst, men åt sydost är den platt. Terrängen runt Lázaro Cárdenas sluttar österut. Runt Lázaro Cárdenas är det ganska glesbefolkat, med 23 invånare per kvadratkilometer. Närmaste större samhälle är Colonia Rincón Viejo, 0,31 km nordost om Lázaro Cárdenas. Omgivningarna runt Lázaro Cárdenas är en mosaik av jordbruksmark och naturlig växtlighet.